# 萨拉斯 (阿斯图里亚斯)
萨拉斯，是西班牙阿斯图里亚斯的一个市镇。总面积227平方公里，总人口6705人（2001年），人口密度30人/平方公里。

## 友好城市
- 法國 诺让勒鲁瓦